# Победа (Крым)
Побе́да (до 1948 года Но́вый Тагана́ш; укр. Победа, крымскотат. Yañı Toğanaş, Янъы Тогъанаш) — исчезнувшее село в Джанкойском районе Республики Крым, располагавшееся на севере района, в степной части Крыма, почти у Чонгарского железнодорожного моста, примерно в 3,5 км к северу от современного села Солёное Озеро.

### Динамика численности населения
- 1900 год — 53 чел.[5]
- 1905 год — 61 чел.[6]
- 1915 год — 64/32 чел.[7][8]
- 1918 год — 40 чел.[6]
- 1926 год — 102 чел.[9]

## История
Судя по доступным историческим документам, деревня Новый Таганаш в Богемской волости Перекопского уезда основана в конце XIX века немецкими колонистами-лютеранами, также называвшими его Ней-Тоганаш. Впервые упоминается в «…Памятной книжке Таврической губернии на 1900 год», согласно которой в Ново-Таганаше числилось 52 жителя в 11 дворах, в 1905 году — 61 житель. По Статистическому справочнику Таврической губернии. Ч.II-я. Статистический очерк, выпуск пятый Перекопский уезд, 1915 год, в деревне Новый Таганаш Богемской волости Перекопского уезда числилось 9 дворов (все дворы с землёй) с немецким населением в количестве 64 человек приписных жителей и 32 — «посторонних», из которых 55 мужчин и 41 женщина. Жители владели 1160 десятинами удобной земли. В хозяйствах имелось 90 лошадей, 4 вола, 60 коров и 25 голов мелкого скота. В 1918 году в селении жило 40 человек).
После установления в Крыму Советской власти, по постановлению Крымревкома от 8 января 1921 года № 206 «Об изменении административных границ» была упразднена волостная система и в составе Джанкойского уезда был создан Джанкойский район. В 1922 году уезды преобразовали в округа. 11 октября 1923 года, согласно постановлению ВЦИК, в административное деление Крымской АССР были внесены изменения, в результате которых округа были ликвидированы, основной административной единицей стал Джанкойский район и село включили в его состав. Согласно Списку населённых пунктов Крымской АССР по Всесоюзной переписи 17 декабря 1926 года, в селе Таганаш Новый, Таганашского сельсовета Джанкойского района, числилось 18 дворов, все крестьянские, население составляло 102 человека, из них 76 немцев, 24 русских и 2 украинцев. На подробной карте РККА северного Крыма 1941 года в Новом Таганаше отмечено 22 двора. Вскоре после начала Великой Отечественной войны, 18 августа 1941 года крымские немцы были выселены — сначала в Ставропольский край, а затем в Сибирь и северный Казахстан.
После освобождения Крыма от фашистов в апреле, 12 августа 1944 года было принято постановление № ГОКО-6372с «О переселении колхозников в районы Крыма» и в сентябре 1944 года в район приехали первые новоселы (27 семей) из Каменец-Подольской и Киевской областей, в начале 1950-х годов последовала вторая волна переселенцев из различных областей Украины. С 25 июня 1946 года селение в составе Крымской области РСФСР. Указом Президиума Верховного Совета РСФСР от 18 мая 1948 года Новый Таганаш переименовали в Победу. 26 апреля 1954 года Крымская область была передана из состава РСФСР в состав УССР. Время включения в Медведевский сельсовет пока не установлено: на 15 июня 1960 года село уже числилось в его составе. 1 апреля 1977 года создан Ермаковский сельсовет в который включили Победу. Ликвидировано после 1 июня 1977 года, так как, согласно справочнику, на эту дату село ещё входило в состав Ермаковского сельсовета.